# Promozione Emilia-Romagna 1952-1953
La Promozione fu il massimo campionato regionale di calcio disputato in Emilia-Romagna nella stagione 1952-1953.
La nuova massima categoria regionale presentava caratteristiche innovative, dato che pur essendo gestita dalle leghe regionali, a differenza del passato la formula del torneo era deciso direttamente dalla FIGC. A ciascun girone, che garantiva al suo vincitore la promozione in IV Serie a condizione di soddisfare le condizioni economiche richieste dai regolamenti, partecipavano sedici squadre, ed era prevista la retrocessione delle quattro peggio piazzate, anche se erano possibili aggiustamenti automatici per ripartire fra le appropriate sedi locali le squadre discendenti dalla IV Serie.
Per le regioni come l'Emilia cui erano assegnati multipli gironi, era prevista la disputa delle finali per l'assegnazione del titolo di campione assoluto della lega regionale, come avveniva in precedenza per il campionato di Prima Divisione.

## Girone A

### Classifica finale
|  | Pos. | Squadra              | Pt  | G   | V   | N   | P   | GF  | GS  | DR  |
|  | ---- | -------------------- | --- | --- | --- | --- | --- | --- | --- | --- |
|  | 1.   | Cesena               | 44  | 30  | 18  | 8   | 4   | 64  | 19  | +45 |
|  | 2.   | Alfonsinese          | 39  | 30  | 16  | 7   | 7   | 34  | 21  | +13 |
|  | 2.   | Sammaurese           | 39  | 30  | 17  | 5   | 8   | 46  | 31  | +15 |
|  | 4.   | Russi                | 37  | 30  | 14  | 9   | 7   | 56  | 38  | +18 |
|  | 5.   | Massalombarda        | 35  | 30  | 14  | 7   | 9   | 45  | 30  | +15 |
|  | 5.   | Bagnacavallese       | 35  | 30  | 13  | 9   | 8   | 57  | 55  | +2  |
|  | 7.   | Rimini               | 32  | 30  | 12  | 8   | 10  | 41  | 27  | +14 |
|  | 8.   | Mezzano              | 31  | 30  | 10  | 11  | 9   | 45  | 38  | +7  |
|  | 9.   | Budrio               | 29  | 30  | 13  | 3   | 14  | 63  | 52  | +11 |
|  | 10.  | Imolese              | 28  | 30  | 10  | 8   | 12  | 45  | 39  | +6  |
|  | 10.  | Molinella Sez.Calcio | 28  | 30  | 12  | 4   | 14  | 44  | 56  | -12 |
|  | 12.  | Medicinese           | 27  | 30  | 9   | 9   | 12  | 38  | 47  | -9  |
|  | 13.  | Savignanese          | 26  | 30  | 10  | 6   | 14  | 47  | 49  | -2  |
|  | 14.  | San Lazzaro          | 21  | 30  | 7   | 7   | 16  | 37  | 49  | -12 |
|  | 15.  | Cattolica            | 21  | 30  | 8   | 5   | 17  | 41  | 62  | -21 |
|  | 16.  | Ballarin Cotignola   | 7   | 30  | 2   | 4   | 24  | 17  | 107 | -90 |
|  |      |                      | 479 | 480 | 185 | 110 | 185 | 720 | 720 | 0   |

Verdetti
- Cesena promosso in IV Serie 1953-1954.
- Savignanese, San Lazzaro, Cattolica e Cotignola retrocesse in Prima Divisione 1953-1954.

## Girone B

### Classifica finale
|  | Pos. | Squadra                | Pt | G  | V  | N  | P  | GF | GS  | DR  |
|  | ---- | ---------------------- | -- | -- | -- | -- | -- | -- | --- | --- |
|  | 1.   | Ferrara                | 46 | 30 | 19 | 8  | 3  | 79 | 30  | +49 |
|  | 2.   | Bondenese              | 45 | 30 | 20 | 5  | 5  | 63 | 28  | +35 |
|  | 3.   | Poggese                | 43 | 30 | 19 | 5  | 6  | 77 | 36  | +41 |
|  | 4.   | Concordia              | 36 | 30 | 15 | 6  | 9  | 58 | 37  | +21 |
|  | 4.   | Pol.Az. Berco          | 36 | 30 | 14 | 8  | 8  | 41 | 37  | +4  |
|  | 4.   | "Bruno Veloci"         | 35 | 30 | 15 | 5  | 10 | 50 | 44  | +6  |
|  | 7.   | Salsomaggiore Sportiva | 32 | 30 | 13 | 6  | 11 | 67 | 47  | +20 |
|  | 8.   | Mirandolese            | 30 | 30 | 12 | 6  | 12 | 50 | 50  | 0   |
|  | 9.   | Sorbolo                | 29 | 30 | 10 | 9  | 11 | 38 | 50  | -12 |
|  | 10.  | Sassuolo Sportiva      | 28 | 30 | 9  | 10 | 11 | 43 | 42  | +1  |
|  | 11.  | Sermide                | 25 | 30 | 10 | 5  | 15 | 46 | 59  | -13 |
|  | 11.  | Suzzara                | 25 | 30 | 9  | 7  | 14 | 30 | 48  | -18 |
|  | 13.  | Castelmassa            | 24 | 30 | 9  | 6  | 15 | 46 | 56  | -10 |
|  | 14.  | Portuense              | 24 | 30 | 10 | 4  | 16 | 45 | 60  | -15 |
|  | 15.  | Codigorese             | 19 | 30 | 5  | 9  | 16 | 31 | 53  | -22 |
|  | 16.  | Tamarese               | 1  | 30 | 1  | 1  | 28 | 16 | 103 | -87 |

Verdetti
- Ferrara promosso in IV Serie 1953-1954.
- Castelmassa ripescata a completamento degli organici.
- Bruno Veloci, Portuense, Codigorese e Tamarese retrocesse in Prima Divisione 1953-1954.

## Finali per il titolo
?